# Dilleniales
Dilleniales is een botanische naam, voor een orde van tweezaadlobbige planten: de naam is gevormd uit de familienaam Dilleniaceae. Een orde onder deze naam wordt met enige regelmaat erkend, bijvoorbeeld in het Cronquist systeem, maar maakt geen deel uit van het APG II-systeem (2003).
Ze wordt wel erkend op de Angiosperm Phylogeny Website en de website van NCBI [geconsulteerd 21 februari 2007] en omvat dan slechts één familie:
- orde Dilleniales
  - familie Dilleniaceae

In het Cronquist systeem (1981), waar de orde geplaatst was in een onderklasse Dilleniidae, was de samenstelling de volgende:
- orde Dilleniales
  - family Dilleniaceae
  - family Paeoniaceae